# Euryopis duodecimguttata
Espèce
Euryopis duodecimguttata est une espèce d'araignées aranéomorphes de la famille des Theridiidae.

## Distribution
Cette espèce est endémique d'Italie.

## Publication originale
- Caporiacco, 1950 : Una raccolta di aracnidi umbri. Annali del Museo Civico di Storia Naturale Giacomo Doria, Genova, vol. 64, p. 62-84.